# Лоло, Марк Мерденович
Марк Мерденович Лоло (род. 9 мая 1968, Нижний Новгород) — российский предприниматель, возглавляет компанию DreamTeam Media.

## Биография
В 1992 году окончил факультет прикладной математики Ереванского государственного университета.
Кандидат политических наук.
Стоял у истоков создания кинокомпании «Централ Партнершип» в 1996 году. С начала работы руководил направлением кинопроката «Централ Партнершип». С 2000 года — директор по кинопрокату «Централ Партнершип», в 2007 году назначен директором по дистрибуции «Централ Партнершип Sales House». С января 2008 года по апрель 2011 года — генеральный директор «Централ Партнершип Sales House». 12 апреля 2011 года назначен президентом компании. В декабре 2012 года Марк Лоло покинул «Централ Партнершип», чтобы заняться собственными проектами.
С 2013 года возглавляет компанию DreamTeam Media. 

## Семья
Был женат на Иде Кехман в течение 6 лет (развелись в 2013 году).
Женат на Юлии Чарышевой.

## Научные работы
Автор курса лекций "Мировой кинематограф и мировая политика" // Лоло М.М., Москва Geleos 2010.
Соавтор учебного пособия «Государство в современном мире» // Терновая Л., Лоло М., Москва Этносоциум 2013.
Автор научной статьи «Трофейное кино в послевоенном мире» (2014 г.).
Защитил кандидатскую диссертацию Эволюция состояния международных отношений : на материалах кинематографических источников : диссертация кандидата политических наук : 23.00.04 / Лоло Марк Мерденович; [Место защиты: Рос. акад. гос. службы при Президенте РФ]. - Москва, 2010. - 177 с.

## Премии и награды
2010 год — премия «Кинобизнес 2010» «За вклад в развитие национального кинопроката».